# Järpdammen
Järpdammen är en sjö i Åtvidabergs kommun i Småland och ingår i Vindåns huvudavrinningsområde.